# Crestone (album)
Crestone je soundtrackové album kapely Animal Collective ke stejnojmennému dokumentárnímu filmu režisérky Marnie Ellen Hertzler. Vydáno bylo v roce 2021 společností Domino Records na dlouhohrající gramofonové desce a rovněž bylo zveřejněno na internetu. Podíleli se na něm pouze dva ze čtyř členů kapely, Josh „Deakin“ Dibb a Brian „Geologist“ Weitz (přesto je na obalu jako interpret uvedena skupina Animal Collective). Kromě nich na nahrávku přispěli dva další lidé – Albert Birney, recitující ve dvou písních text (zbylé jsou instrumentální), a John Cale, který ve dvou jiných písních hraje na violu.

## Seznam skladeb
1. Dome Yard – 1:18
2. Eye in the Sky – 2:41
3. Boxing & Breathing – 2:03
4. Scavengers – 1:50
5. Wake Up Ryan – 1:40
6. Benz's Dream – 2:37
7. Sloppy's Dream – 1:36
8. Sand That Moves – 3:38
9. Over the Sangre de Christo – 1:17
10. EBS – 0:41
11. Sad Boy Sleeping – 1:52
12. Ramshack – 1:54
13. Smoke & Broken Mirror – 1:55
14. Zapata Falls – 4:37
15. Oh California – 1:34
16. Cotton Candy Sky (Dead God Theme) – 3:40

## Obsazení

### Animal Collective
- Josh „Deakin“ Dibb
- Brian „Geologist“ Weitz

### Hosté
- John Cale – viola v „Smoke & Broken Mirror“ a „Zapata Falls“
- Albert Birney – hlas v „Scavengers“ a „Over the Sangre de Christo“